# 岡山北バイパス
岡山北バイパス（おかやまきたバイパス）は、岡山県岡山市北区伊島町2丁目から同区御津中山に至る、延長10.5 キロメートル (km) の国道53号バイパスである。また一部区間は地域高規格道路空港津山道路を構成する。
当該道路は岡山・鳥取間のメインルートであると同時に、岡山インターチェンジ (IC) および岡山空港（吉備新線経由）へのアクセス道路として、更には第二次緊急医療施設（国立病院）への連絡強化を果たしている。
現時点、岡山市北区伊島町2丁目 - 同市同区吉宗間（延長8.7 km）を暫定供用している。
なお、本路線の暫定供用に伴い、旧道は岡山市道301000197号伊島町二丁目吉宗線となっている。

## 概要
- 起点：岡山市北区伊島町2丁目・伊島北町交差点
- 終点：岡山市北区御津中山
- 延長：10.5 km

岡山市北区伊島町2丁目 - 岡山市北区田益
- 規格：第4種第1級
- 道路幅員：27.0 - 50.0 m
- 車線数：完成4車線 - 暫定4車線（完成6車線）
- 車線幅員：3.5 m
- 設計速度：60 km/h
- 制限速度
  - 岡山市北区伊島町2丁目・伊島北町交差点 - 岡山市北区津島京町1丁目・津島京町交差点：50 km/h
  - 岡山市北区津島京町1丁目・津島京町交差点 - 岡山市北区田益：60 km/h

津高大橋付近は、岡山方面の橋梁を両方向の車線が暫定的に使用しているために上下線あわせて3車線（岡山市街地方面2車線、津山方面1車線）となっていた。この区間は山陽自動車道岡山インターチェンジ、岡山空港、吉備高原都市及び御津地域・建部地域・津山方面とを行き来する際の主要ルートであるため、慢性的な渋滞の原因となっていたが、2012年8月31日に津山方面の橋梁を新設し、車線増設工事が完成。津山方面も2車線化した。
岡山市北区田益 - 岡山市北区御津中山
- 規格：第3種第2級
- 道路幅員
  - 土工部：22.0 m
  - トンネル部：17.5 m
- 車線数：暫定2車線（完成4車線）
- 車線幅員：3.5 m（現トンネル部の完成供用においては、3.25 mとする）
- 設計速度：80 km/h
- 制限速度：60 km/h

現在、岡山市北区吉宗 - 同区御津中山間（延長1.8 km）は、未供用である。この区間は、地域高規格道路空港津山道路の一部区間を担う。

## 歴史

### 年表
- 1958年（昭和33年）3月31日：都市計画決定（津島 - 万成）
- 1974年（昭和49年）：事業化
- 1975年（昭和50年）：9月 都市計画決定（万成 - 吉宗）
- 1980年（昭和55年）：用地着手
- 1986年（昭和61年）：工事着手
- 1988年（昭和63年）：（県）上芳賀岡山線 - 岡山IC南交差点間（延長1.4 km）の暫定2車線供用
- 1990年（平成2年）1月12日：都市計画決定（吉宗 - 御津町中山）
- 1991年（平成3年）3月：津島地区（延長1.5 km）の4車線供用（一部暫定2車線供用）
- 1993年（平成5年）3月：津高地区（岡山IC南交差点 - 横井上南交差点間）（延長0.9 km）の暫定4車線供用。
同月の山陽自動車道岡山ICの開通に合わせての延伸。これにより、岡山市街からは旧53号（当時の国道53号、現在の（市）伊島町二丁目吉宗線）線を通ることなく、岡山北バイパス利用で岡山ICまでアクセスが可能となる。なお、津山・鳥取方面からの国道53号から岡山ICへは（市）大岩小幸田線（現：横井上83号線）で当時のバイパス北端部へ連絡。
- 1993年（平成5年）12月：津島地区（津島交差点 - 伊島北町交差点間）（延長0.4 km）の4車線供用
同月の山陽道備前IC - 岡山IC間の開通による交通量増加に備えて拡幅。
- 1995年（平成7年）12月16日：（主）岡山賀陽線以北が地域高規格道路空港津山道路の整備区間に指定
- 1996年（平成8年）3月：市道大岩小幸田線（現：横井上83号線） - 県道日応寺栢谷線間（延長3.2 km）の暫定2車線供用
- 1998年（平成10年）10月28日：県道日応寺栢谷線 - 国道53号（延長1.3 km）の暫定2車線供用
この開通で、国道53号本線がこちらに変わり、従来の国道53号は岡山市道301000197号伊島町二丁目吉宗線となる。
- 2001年（平成13年）7月18日：岡山市津島京町1丁目 - 山陽自動車道岡山IC間（ただし津高高架橋区間を除く）（延長2.0 km）の4車線化
- 2001年（平成13年）12月：山陽自動車道岡山IC - 主要地方道岡山賀陽線間（延長0.7 km）の4車線化
- 2012年（平成24年）8月31日：津高高架橋区間が4車線化。これにより、田益以南は完全に4車線化される。

## 路線状況
現在、現道拡幅区間を除き、全線を暫定供用している。将来的には6車線となる区間もあり、更なる交通量が見込まれている。

### 道路施設
- 津高大橋（124 m）
- 津高高架橋（190 m）
- 首部大橋
- 大岩高架橋
- 田益第1高架橋
- 田益第2高架橋（273 m）
- 田益大橋
- 菱谷高架橋（131 m）
- 菅野高架橋（302 m）
- 辛香トンネル

## 地理

### 通過する自治体
- 岡山市（北区）

### 交差する道路
- 上側が起点側、下側が終点側。左側が上り側、右側が下り側。
- 交差する道路の特記がないものは市道。
- 距離が岡山市道伊島町二丁目吉宗線より800m長いため、キロポストは岡山県道237号日応寺栢谷線との立体交差と吉備高原街道との立体交差との中間地点にある11.9KPと吉宗交差点の12.0KPの間で800mの補正が行われており、その間は11.9-1KP（吉備高原街道との立体交差から100m岡山方面の地点） - 11.9-7KP（吉宗交差点から100m岡山方面の地点）のように表示される。また、吉宗交差点以北のキロポストは起点の大雲寺交差点からの距離から0.8を引いた値になっている。

| 交差する道路                      | 交差する道路                   | 交差する場所   | 岡山から (km) | 備考           |
| --------------------------------- | ------------------------------ | -------------- | ------------- | -------------- |
| 国道53号 岡山市街方面             |                                |                |               |                |
| 市道301000197号伊島町二丁目吉宗線 |                                | 伊島北町       | 4.7           |                |
| -                                 |                                | 伊島北町西     | 4.9           |                |
|                                   | -                              | 岡山中央病院前 | 5.1           |                |
|                                   |                                | 津島京町東     | 5.4           |                |
| -                                 |                                | 津島京町       | 5.6           | 屈折           |
| 県道238号上芳賀岡山線             | 県道238号上芳賀岡山線          | 首部橋西       | 6.2           |                |
|                                   |                                | 岡山IC南       | 7.5           |                |
| -                                 | E2 山陽自動車道                | 岡山IC         | 7.9           | 立体           |
|                                   |                                | 岡山IC北       | 8.2           |                |
| 市道404553077号横井上83号線       | -                              | 横井上南       | 8.3           |                |
|                                   |                                | 横井上北       | 8.4           |                |
| 県道72号岡山賀陽線（吉備新線）    | 県道72号岡山賀陽線（吉備新線） | 田益           | 9.4           | 立体           |
| 県道237号日応寺栢谷線             | 県道237号日応寺栢谷線          |                | 11.7          | 立体           |
| -                                 | -                              |                | 11.9 11.9-0   | キロポスト補正 |
| -                                 | 吉備高原街道                   |                | 11.9-2        | 立体           |
| 市道301000197号伊島町二丁目吉宗線 |                                | 吉宗           | 11.9-8 12.0   | キロポスト補正 |
| 県道386号津高法界院停車場線       | -                              | 金山口         | 12.8          |                |
|                                   |                                |                | 13.9          | 立体           |
| 国道53号 津山・鳥取方面           |                                |                |               |                |